# Orthomorpha scabra
Orthomorpha scabra är en mångfotingart som beskrevs av Jeekel 1964. Orthomorpha scabra ingår i släktet Orthomorpha och familjen orangeridubbelfotingar. Inga underarter finns listade i Catalogue of Life.